# Vesna Girardi-Jurkić
Vesna Girardi-Jurkić (* 15. Januar 1944 in Zagreb, Königreich Jugoslawien; † 25. August 2012 in Pula, Kroatien) war eine kroatische Politikerin (HDZ), Kulturministerin und Archäologin. Sie war die erste Ministerin in einem kroatischen Kabinett.

## Beruf und Politik
Girardi-Jurkić war Archäologin und Museologin am Archäologischen Museum Istriens in Pula. Im April 1992 wurde sie zur Ministerin für Bildung, Kultur und Sport ernannt. Girardi-Jurkić übte das Amt bis Oktober 1994 in den Kabinetten der Ministerpräsidenten Franjo Gregurić, Hrvoje Šarinić und Nikica Valentić aus. Sie war die erste Frau, die seit der Unabhängigkeit des Landes zur Ministerin in einem kroatischen Kabinett ernannt wurde.
Anschließend war Girardi-Jurkić von November 1994 bis Dezember 2000 ständige Vertreterin Kroatiens bei der UNESCO in Paris. Sie hatte große Verdienste bei der Ernennung der Euphrasius-Basilika in Poreč, Kathedrale des Heiligen Jakob in Šibenik und Altstadt von Trogir zu Stätten des Welterbes.
Girardi-Jurkićs wissenschaftliche Werke, Konferenzberichte, Museums- und Reiseführer wurden in mehrere Sprachen übersetzt, darunter Deutsch, Englisch und Italienisch.
Girardi-Jurkić wurde zur Ehrenbürgerin mehrerer Städte ernannt.

## Veröffentlichungen (Auswahl)
In deutscher Sprache
- mit Boris Baćić, Štefan Mlakar, Branko Marušić: Archäologisches Museum Istriens in Pula. Pula 1978.
- mit Branko Marušić, Herman Buršić: Führer Istrien. Reiseführer. Pula 1985.
- mit Mirko Jurkić: Der Zauber Istriens. Eine Ausstellung über kroatische Geschichte, Kunst und Kultur. Pula 1999.

In englischer Sprache
- Vižula. The hidden world of Antiquity. Eine Welt voller Geheimnisse aus der Antike. Medulin 2011. ISBN 978-953-7001-19-3 PDF

In kroatischer Sprache
- Od arheologije do politike. Moji razgovori s medijima. (1981–2010). Pula 2017.